# Tipula (Lunatipula) macquarti
Tipula (Lunatipula) macquarti is een tweevleugelige uit de familie langpootmuggen (Tipulidae). De soort komt voor in het Palearctisch gebied.